# Пандора
 Тази статия е за героинята от древногръцката митология.  За спътника на Сатурн вижте Пандора (спътник).  За астероида вижте 55 Пандора.
Пандора (от гръцки: Πανδωρα – „надарена с всичко“, от древногръцки: πᾶν – „всички“ и δῶρον – „дарове“) е персонаж от древногръцката митология. Най-известна е в ролята, която Хезиод е описал: Пандора отваря съд, в който били затворени бедите и неволите и те се разбягват по земята. Има различни варианти на този митичен епизод, както и свидетелства, че тя е била позната и в други роли.

## Образ на Пандора
В някои изображения по керамични съдове Пандора е изрисувана само от кръста нагоре, като показваща се от Земята, поради което е считана за превъплъщение на Гея (Майката Земя), даваща всички дарове. С това се свързва и отъждествяването ѝ с Анезидора – „даряваща нагоре“. Така според една версия на мита, запазена от Бабрий, когато Пандора отваря съда, всички благи дарове се изпаряват нагоре, а долу остава само Надеждата.
Тълкователите на мита обръщат внимание на паралела между огъня и жените: и двете се счита за блага, но и създават проблеми.
Още в Късната Античност е било коментирано сходство между библейската Ева и популярната Пандора.
Образът й добива популярност след Ренесанса, бива рисуван или включван в литературни творби. Тогава тя става основа и на преразказа направен от Еразъм Ротердамски и именно оттогава се говори за „кутия на Пандора“, макар че в оригиналните текстове съдът, който тя отворя, е делва (питос). Съкратената версия, според която любопитната Пандора отваря кутията и става причина за разпространението на неволите, предава само посланието, че неправилните постъпки биват наказвани.
За съвременните феминистки изследвания образът на Пандора също представлява интерес.

## Класически мит
Хезиод разказва в „Теогония“ един кратък мит, в който се разпознава Пандора, при все че в него тя не е именована. Известната и подробна версия на мита за Пандора е разказаната в „Дела и дни“.
| „ | Когато Прометей откраднал за смъртните божествения огън, научил ги на разни изкуства и занаяти и им дал знания, животът на земята станал по-щастлив. Зевс, разгневен от постъпката на Прометей, го наказал жестоко, а на хората изпратил на земята зло. Той заповядал на славния бог ковача Хефест да смеси земя и вода и да направи от тая смес прекрасно момиче, което по сила да е равно на хората, да има нежен глас и поглед, подобен на погледа на безсмъртните богини. Зевсовата дъщеря Атина Палада трябвало да изтъче за момичето прекрасна дреха; богинята на любовта Афродита, трябвало да му даде прелест, на която никой не може да устои; Хермес да му даде хитър ум и ловкост. Боговете веднага изпълнили Зевсовата заповед. Хефест направил от пръст необикновено красива девойка. Боговете ѝ вдъхнали живот. Атина Палада и харитите облекли девойката в блестящи като слънцето дрехи и ѝ сложили златни огърлици. Хорите поставили на разкошните ѝ къдрици венец от благоухаещи пролетни цветя. Хермес вложил в устата ѝ фалшиви и пълни с ласкателство думи. Боговете я нарекли Пандора, тъй като тя получила от всички дарове (Пандора, означава „надарена с всички дарове“). Пандора трябвало да донесе с появяването си нещастие на хората. Когато това зло за хората било готово, Зевс изпратил Хермес да отнесе Пандора на земята при Прометеевия брат Епиметей. Мъдрият Прометей много пъти предупреждавал неразумния си брат и го съветвал да не приема дарове от гръмовержеца Зевс. Той се страхувал, че тези дарове ще донесат на хората нещастие. Но Епиметей не се вслушал в съветите на мъдрия си брат. Пандора го пленила с красотата си и той я взел за жена. Скоро Епиметей разбрал колко много зло донесла със себе си Пандора на хората. В Епиметеевия дом имало голям съд, плътно затворен с тежък капак; никой не знаел какво има в тоя съд и никой не се решавал да го отвори, тъй като на всички било известно, че това носи нещастия. Любопитната Пандора тайно махнала капака от съда и по цялата земя се разпръснали нещастията, които били на времето затворени в него. Единствена само Надеждата останала на дъното на грамадния съд. Похлупакът на съда отново се затворил и Надеждата не излетяла от дома на Епиметей. Гръмовержецът Зевс не пожелал да стане това. Щастливо живеели по-рано хората, без да познават злото, тежкия труд и унищожителните болести. Сега безброй беди се разпространили между хората. Сега и земята, и морето се изпълнили със зло. И денем, и нощем идват неканени при хората злото и болестите; те носят на хората и страдания. С нечути стъпки, мълчешката идват те, тъй като Зевс ги лишил от дар слово – той създал злото и болестите неми. | “ |